# Westelijke Australische zee-engel
De westelijke Australische zee-engel (Squatina pseudocellata) is een vis uit de familie van zee-engelen (Squatinidae) en behoort tot de superorde van de haaien. Deze haai is een relatief kleine soort onder de zee-engelen en kan een lengte bereiken van 71 (man) en 64 cm (vrouw).

## Leefomgeving
Squatina pseudocellata is een zoutwatervis. De haai komt voor aan de westelijke rand van het continentaal plat van Australië in een (sub)tropisch klimaat tussen Port Hedland en Dorre Island. Deze haai is, zoals alle zee-engelen, een bodembewoner die leeft op een diepte van 150 tot 300 m.

## Relatie tot de mens
Over bedreiging door de visserij voor Squatina pseudocellata is weinig bekend. Er is sowieso weinig over de biologie van deze vis bekend, vandaar ook de status onzeker (data deficient) op de Rode Lijst van de IUCN.

## Voetnoten
1. ↑  (en) Westelijke Australische zee-engel op de IUCN Red List of Threatened Species.
2. ↑  Kyne, P.M. & Cavanagh, R.D. 2003. Squatina pseudocellata. In: IUCN 2009. IUCN Red List of Threatened Species. Version 2009.2.<www.iucnredlist.org>. Downloaded on 01 March 2010.